# 瓦迪斯瓦夫·斯泰齐克
瓦迪斯瓦夫·斯泰齐克（波蘭語：Władysław Stecyk，1951年7月14日—），波兰男子摔跤运动员。他曾代表波兰参加1976年、1980年和1988年夏季奥林匹克运动会摔跤比赛，其中1980年奥运会获得一枚银牌。